# マージー川
マージー川（マージーがわ、英: River Mersey、[ˈmɜːrzi]）は、イギリスのノース・ウェスト・イングランドを流れる川。名前は古英語で「国境の川」という意味で、古代のマーシア王国とノーサンブリア王国の国境であったことに由来するとされる。中世以降はランカシャーとチェシャーの州境であった。
水源はグレーター・マンチェスターのストックポートで、テイム川とゴイト川がここで合流する。そこからマンチェスター南部を西流し、アーラムでマンチェスター・シップ運河に入る。運河との合流区間は6.4キロメートルで、そのあいだ標高は一定である。その後、ウォリントンで川幅が広くなるが、ランコーンとウィドネスのあいだで再び狭まる。そこから河口部に入り、最も広いエルズミーア・ポート付近では川幅4.8キロメートルに達する。河口部はリバプールと西のウィラル半島のバーケンヘッドのあいだで再び狭くなり、最終的にリバプール湾にそそぐ。全長は111キロメートルである。
バーケンヘッドとリバプールのあいだには1886年、マージー鉄道のトンネルが開通した。道路トンネルとしては、1934年にリバプールとバーケンヘッドとのあいだにクイーンズウェイ・トンネルが、1971年にウォラゼイとのあいだにキングスウェイ・トンネルがそれぞれ開通している。鉄道橋では、1868年にランコーン鉄道橋が開通した。1961年にはこの隣にシルバー・ジュビリー橋という道路橋ができ、ランコーンとウィドネスを結んでいる。2017年10月には二番目の道路橋となるマージー・ゲートウェイが開通し、ランコーンのセントラル・エクスプレスウェイとウィドネスのスピーク・ロードやクイーンズウェイを6車線の道路でつないでいる。水上交通では、マージー・フェリーがリバプールのピア・ヘッドとバーケンヘッドやシーコムのウッドサイドとを連絡しており、マージー川とその一帯とを一望できる人気の観光アトラクションとなっている。
マージー川の水質は工業化により著しく悪化したが、1985年、水質改善と流域の町おこしを目的としてマージー川流域運動 (Mersey Basin Campaign) が発足した。2009年、この団体は水質について「産業革命以降で最もきれい」であり「イギリスで最もきれいな川のひとつ」となっていると発表した。
ビートルズをはじめ、リバプール出身の音楽バンドはマージービート (Merseybeat) と呼ばれる。また、ともにリバプールを本拠地とするサッカークラブであるエヴァートンFCとリヴァプールFCの対戦はマージーサイド・ダービーと呼ばれる。
塩性湿地と干潟が広がるリバプール西部と南部の河口、およびリバプール湾一帯はコオバシギ、オオソリハシシギなどの渉禽類の生息地として、ラムサール条約に登録されている。